# Villa Belza
Villa Belza es una villa de estilo neo-medieval construida entre 1880 y 1895 en la costa rocosa de Biarritz, Francia.

## Histórico
En 1825, el agricultor Dominique Daguerre obtuvo mediante un intercambio con el municipio un área implantado en las rocas. Su hijo Étienne vendió esta tierra llamada Champ du Rossignol o Cassaou de Trespots al notario Alexandre Dihinx. Tras su muerte, se sucedieron otros dos propietarios. En 1882, el terreno fue vendido a Ange Dufresnay, director general de la compañía de seguros Phénix en París. Se encomienda entonces la construcción de una casa al arquitecto Alphonse Bertrand asistido por el contratista A. Joly. La construcción consta de una planta rectangular adornada por un torreón neo-medieval y una torrecilla construida por Dominique Morin en 1889. La ubicación inusual de la villa en las rocas, su proximidad al " agujero del diablo (un sumidero donde las olas pasan por debajo de la carretera durante fuertes tormentas), el nombre "Belza" que significa negro en euskera, han alimentado leyendas de brujería o fantasmas. El nombre de la casa fue dado por Monsieur Dufresnay en homenaje a su esposa, Marie Belza Dubreuil.

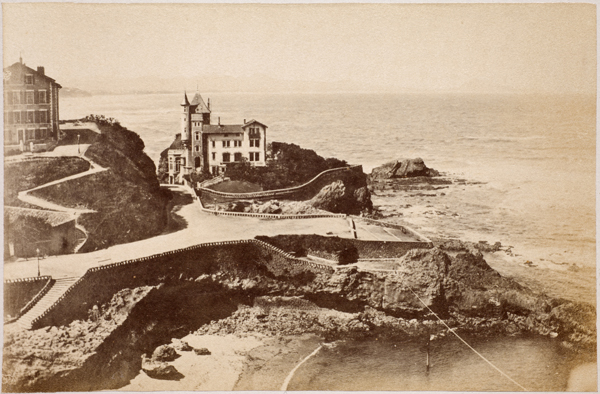
Vista de Villa Bella 1901.

En 1908, el edificio fue motivo de varias escenas cinematográficas. En 1923, la propietaria M Dufresnay alquiló la casa a Grégoire Beliankine, cuñado de Igor Stravinsky. Reconvirtió la villa en un restaurante ruso, pero ante la imposibilidad de usar el nombre de Belza, lo llamó "el Castillo Vasco". En la villa se celebraron suntuosas cenas de gala. En 1926, los coros cosacos tocaron melodías populares rusas todas las noches, para acto seguido bailar el Charleston.
En 1927, completamente renovado, el cabaret recibía a sus clientes en una sala transformada al estilo del siglo XVII, en la época de los mosqueteros, con muebles del estilo de Luis XIII y paredes revestidas de tapices rojos. La caída del mercado de valores de 1929 marcó el comienzo del declive. En 1940, durante la ocupación de Francia por Alemania, la villa fue requisada y se construyó un casamata para defender el Puerto Viejo.
Después de la guerra, Madame Pouyet, de soltera Lacrouts, de regreso de América, compró la villa. La restauró y la dividió en siete apartamentos. Estalló la discordia entre los distintos ocupantes y la villa sufrió un primer incendio. Poco después de su restauración sufrió el 8 de junio de 1974 un segundo incendio de mayor gravedad que arrasó la casa destruyendo el segundo y tercer piso. Se producen demandas y demoras administrativas y la casa permanece abierta y es okupada.
En los años 1990 un joven comerciante inmobiliario parisino, Jean-Marc Galabert, logró comprar todos los lotes y se embarcó en un proyecto de rehabilitación. Mantuvo las paredes y acondicionó diez suntuosos departamentos en condominio. En 1993 batieron el récord de precio de venta, con un valor de unos 8000 euros el metro cuadrado.
Como parte de la ZPPAUP (Zona de Protección del Patrimonio Arquitectónico Urbano y Paisajista), el municipio decidió en 1997 proteger 837 edificios de la ciudad, incluida la Villa Belza.
La villa pasó por una importante fase de renovación de sus exteriores de 2015 a 2018.
En 2020 se vende allí un piso a 40.000 euros el metro cuadrado.

## Galería de imágenes

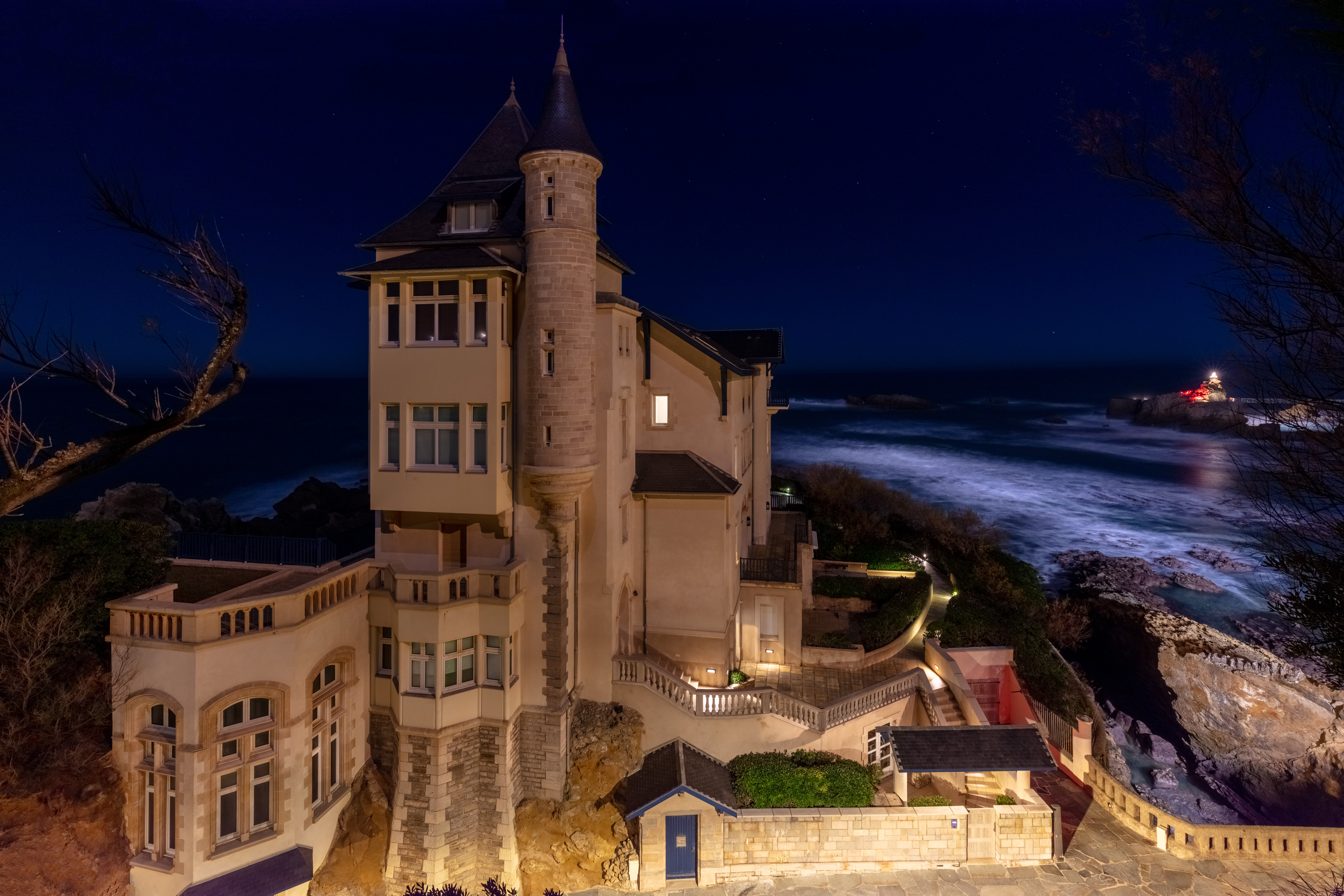
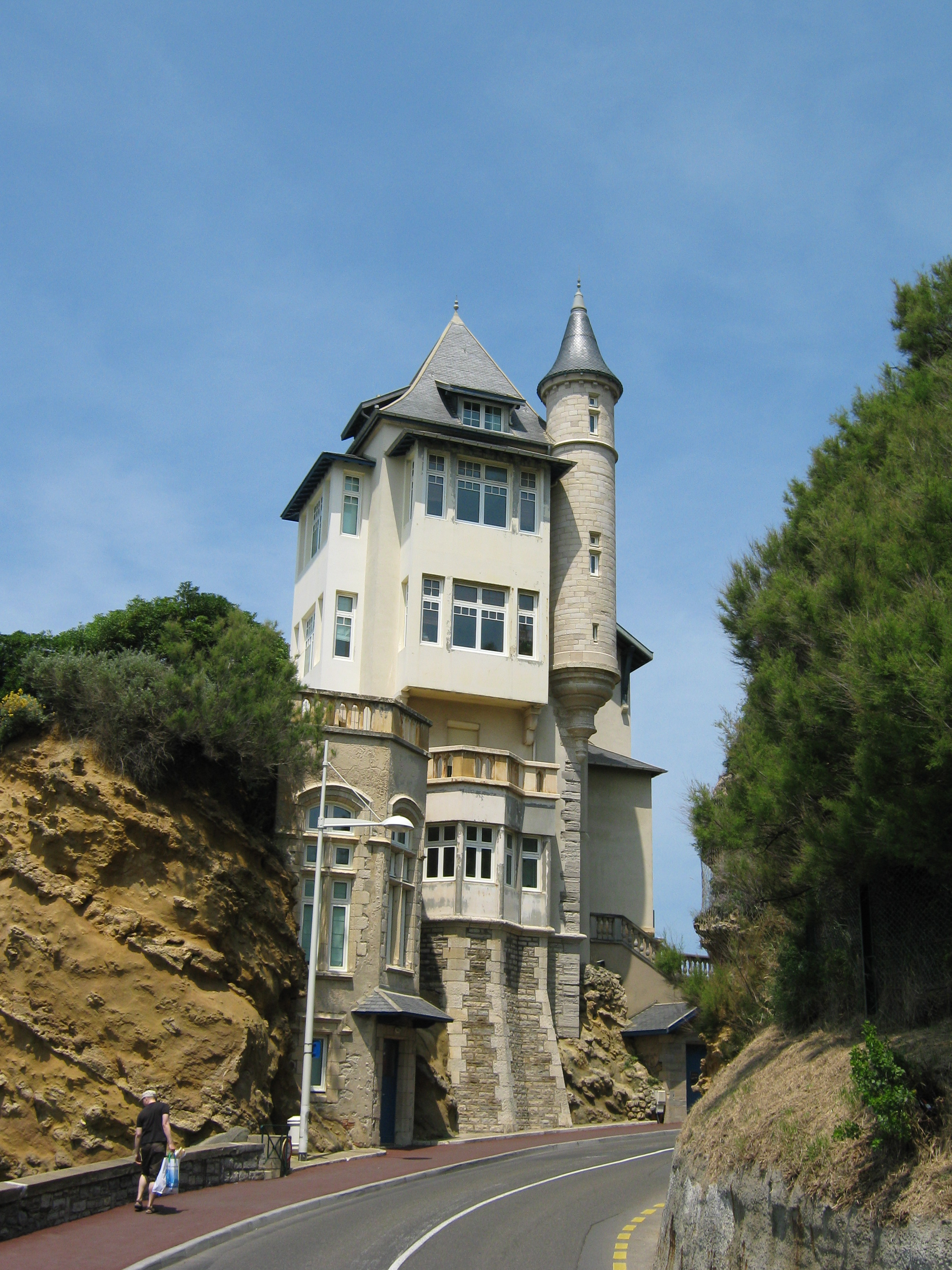
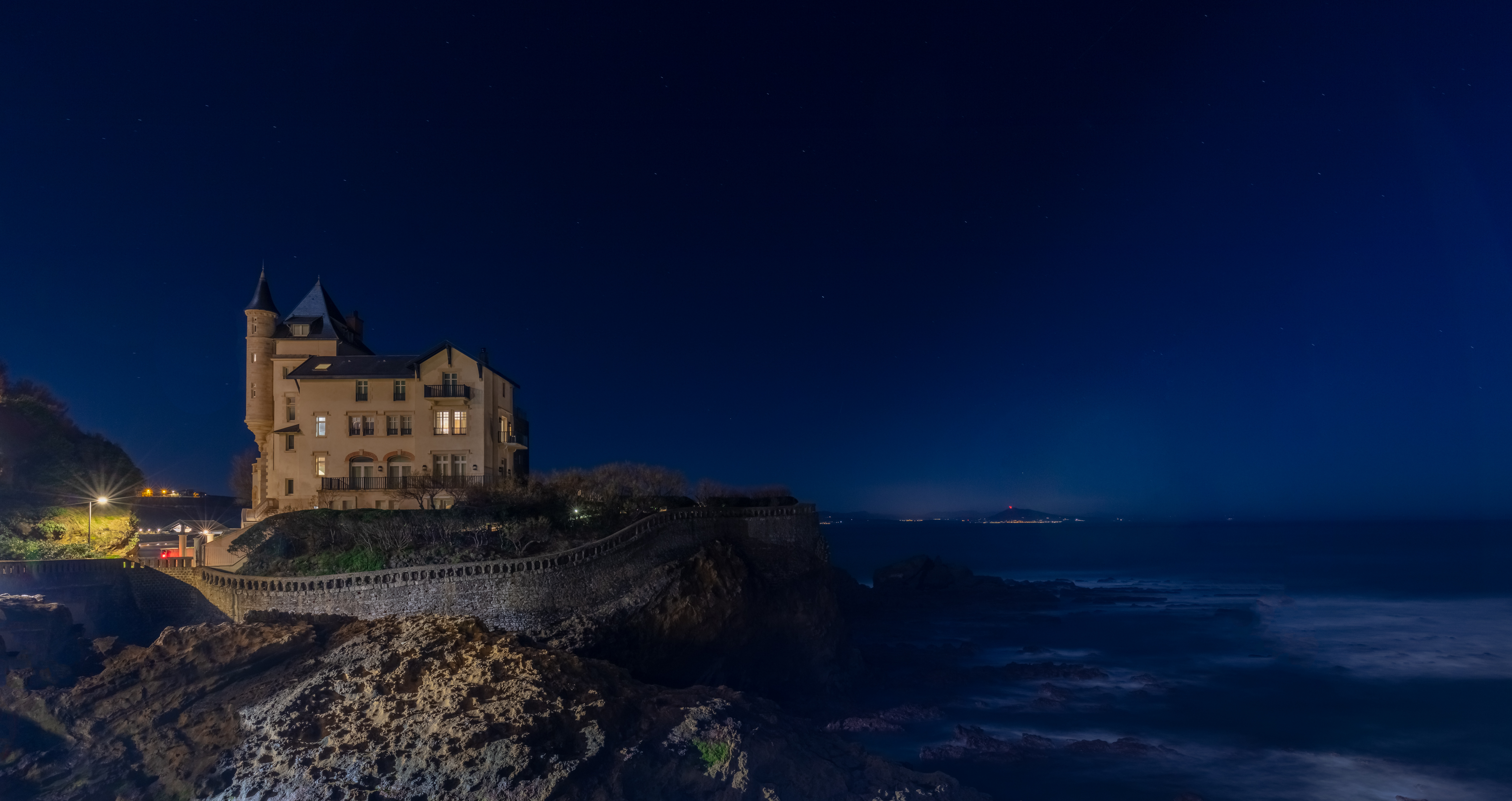
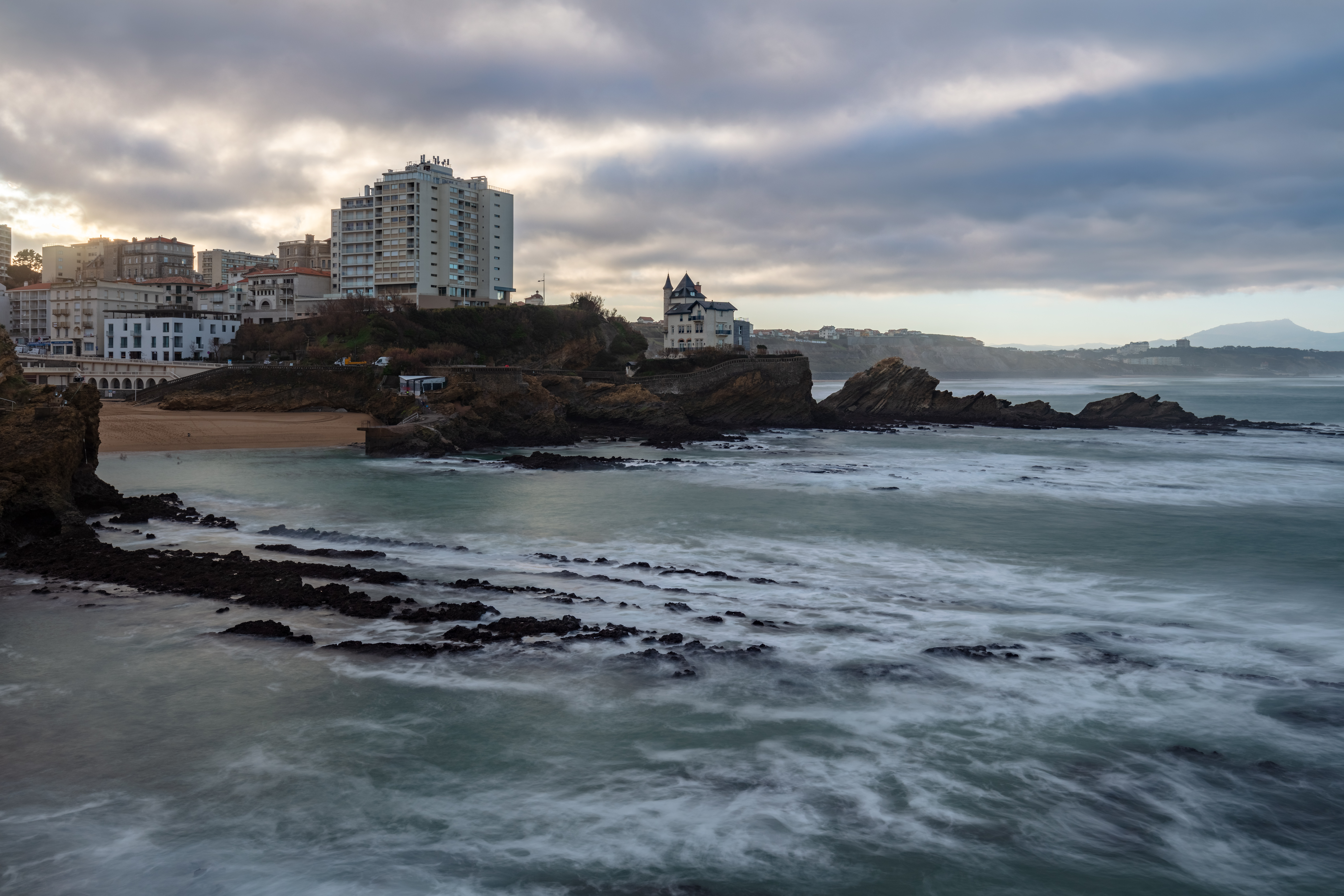
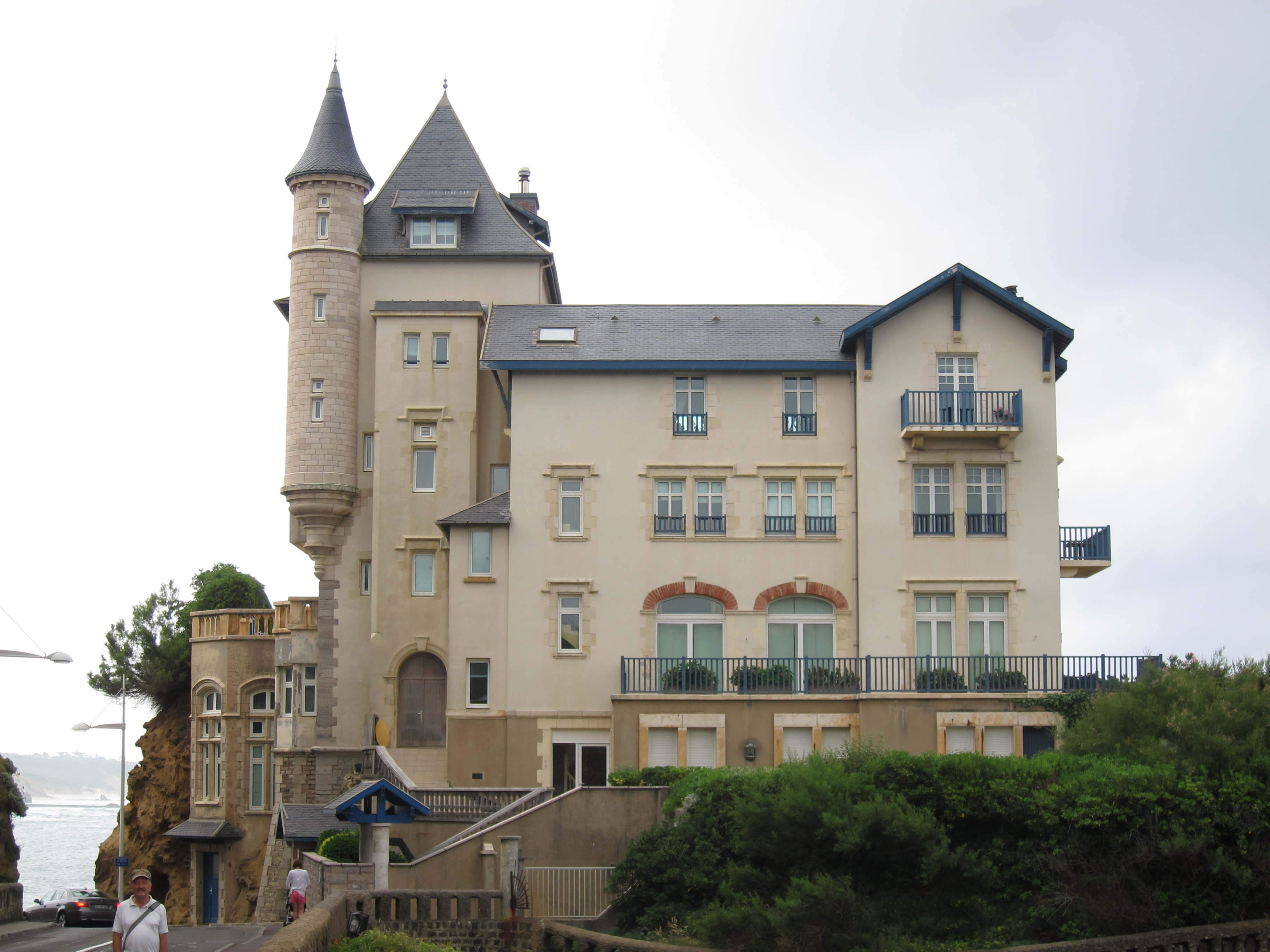
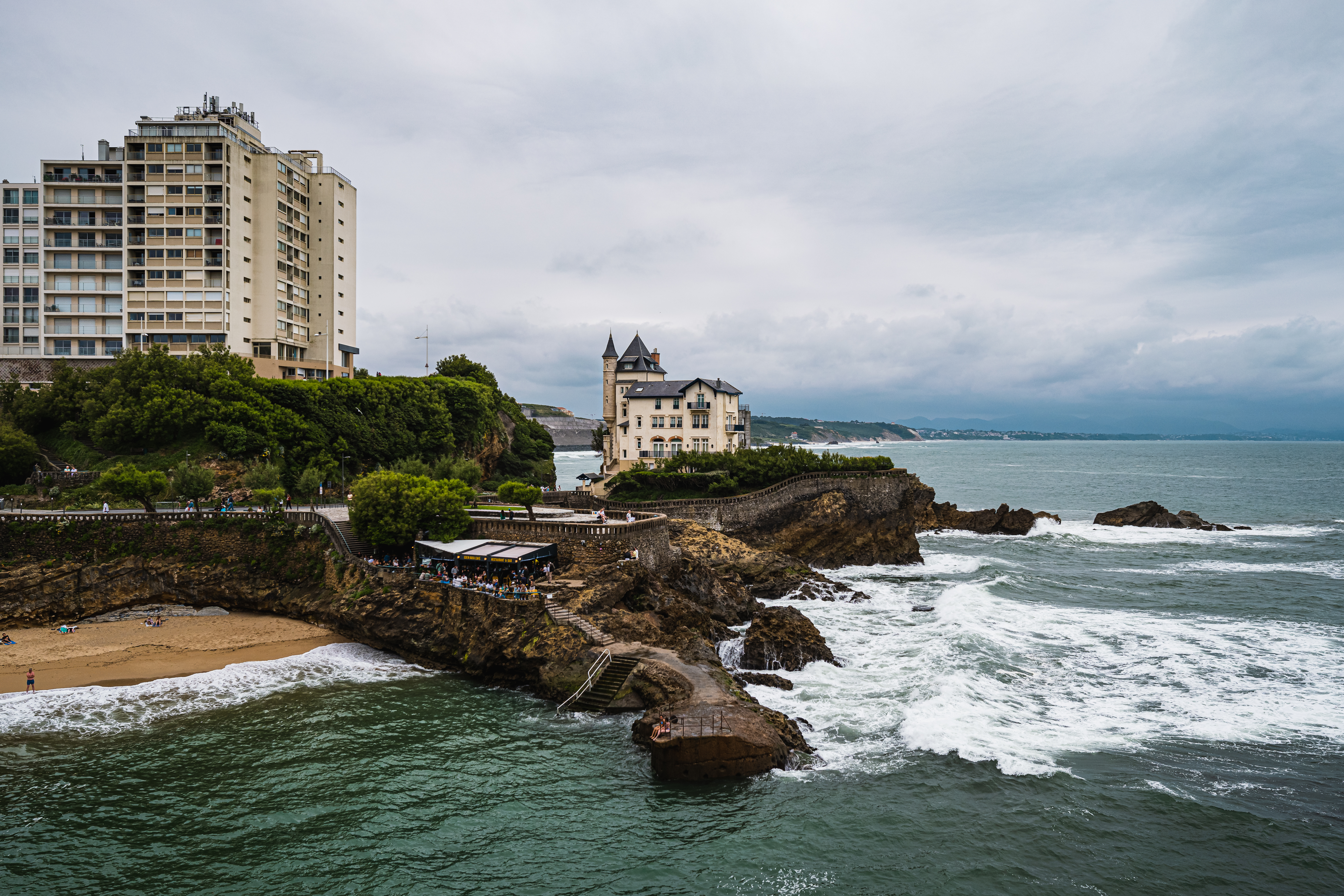